# Лант, Альфред
Альфред Лант (англ. Alfred Lunt; 12 августа 1892 — 3 августа 1977) — американский драматический актёр, режиссёр. Выступал вместе со своей женой Линн Фонтэнн. Лауреат премии «Эмми» 1965 года (лучший драматический актёр) за работу в телеантологии «Зал славы Hallmark» (США, 1951 г.).

## Биография
Альфред Лант и Линн Фонтэнн запомнились зрителям как выдающаяся пара актёров на американской сцене первой половины XX века.
Выиграл три премии «Тони» (англ. Tony Awards): в 1954 как лучший режиссёр пьесы («Ondine»), в 1955 как лучший драматический актёр пьесы («Кадриль»), в 1970 году вместе с женой Линн Фонтэнн получил специальную награду. Также выдвигался на награду в 1959 как лучший актёр в пьесе за спектакль «Визит».
Несмотря на несколько переигранное исполнение роли Максвелла Андерсона из «Королева Элизабет», в фильме «Гвардеец» (1931) Лант заявил, что шекспировская экранизация в диалоговом способе была более характерна для экранизации Шекспира тех дней.
В 1932 году Альфред Лант был номинирован на премию «Оскар» за лучшую мужскую роль, но статуэтку в том году получил Фредрик Марч за работу в фильме «Доктор Джекилл и мистер Хайд».